# Кеншоїт
Кеншоїт (англ. kenhsuite) — мінерал класу сульфідів та сульфосолей.
Названо на честь геолога, члена Національної академії наук США, професора Кеннет Сюй (Kenneth Jinghwa Hsu).

## Загальний опис
Хімічна формула: Hg3S2Cl2. Містить (%): Hg — 81,67; S — 8,70; Cl — 9,62. Зустрічається у вигляді видовжених голчастих кристалів. Сингонія триклінна, ромбічна. Густина 6,76. Твердість 2-3. Колір вишнево-червоний, канарково-жовтий. Риса — коричнево-червона, канарково-жовтий. Напівпрозорий. Блиск скляний. Злам раковистий.
Утворюється у гідротермально змінених ріолітах туфогенних порід в парагенезисі із стибнітом, сенармонтитом, валентинітом (valentinite), сервантитом, стибіконітом (stibiconite).
Вперше досліджений в межах родовища МакДерміт Майн (McDermitt Mine) (штат Невада, США).